# Försvarsbeslutet 2020
Försvarsbeslut 2020 är ett försvarsbeslut som riksdagen beslutade om den 15 december 2020 gällande det svenska försvarets inriktning och utveckling åren 2021–2025, där lagändringarna börjar gälla den 1 februari 2021.

## Bakgrund

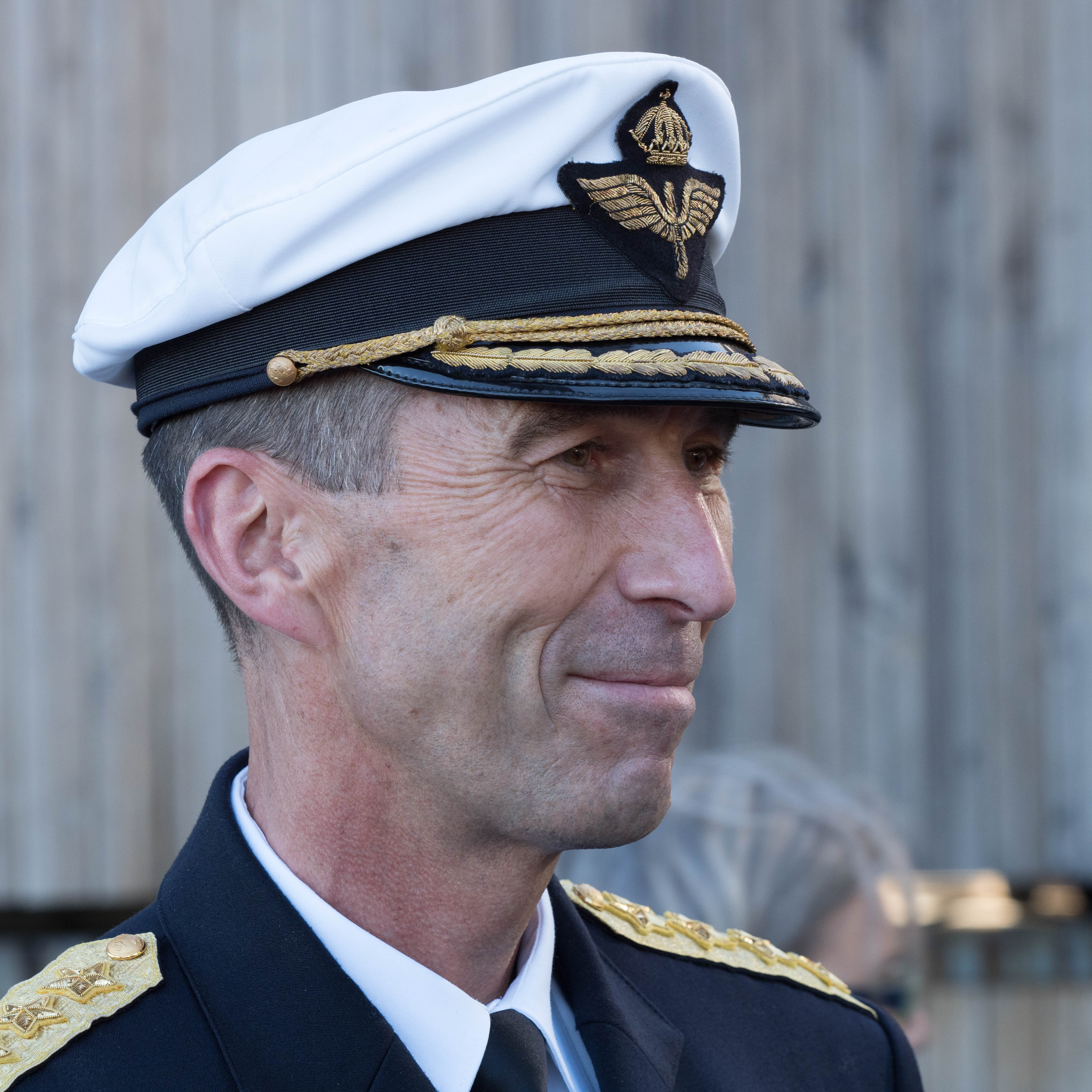
ÖB Micael Bydén

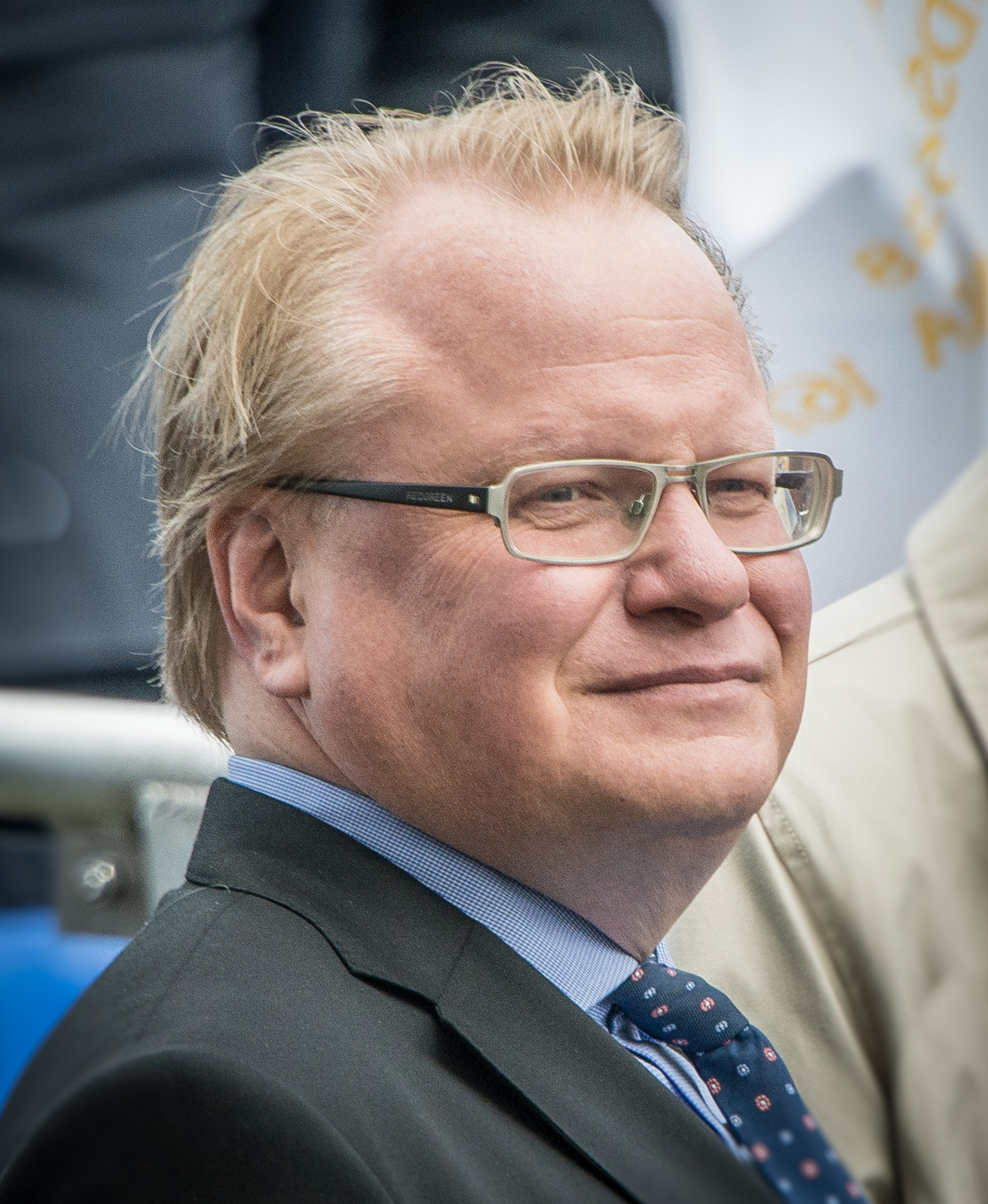
Försvarsminister Peter Hultqvist

### Budgetförhandlingar 2017–2020
Inför det kommande försvarsbeslutet varnade ÖB Micael Bydén i november 2016 att försvaret riskerar att tappa i försvarsförmåga om inte försvarsanslagen höjs efter 2020. I januari 2017 inför Rikskonferensen med Folk och Försvar krävde flera av de borgerliga partierna att försvaret skulle få ökade anslag redan innan 2020 på grund av det kraftigt försämrade världsläget. Moderaterna ville då höja anslagen med 8,5 miljarder kronor, Liberalerna gick ännu högre och ville ge försvaret 28 miljarder kronor för åren 2017–2020. Försvarsminister Peter Hultqvist svarade på detta genom att säga att han inte kommer delta i någon offentlig auktion gällande försvarets ekonomi. Kristdemokraterna lämnade 14 augusti 2017 försvarsförhandlingarna för åren 2017–2020, då de ansåg att regeringens bud på 6 miljarder kronor till försvaret var för lågt och saknade långsiktighet. Försvarsministern kommenterade saken genom att säga att KD "smiter från förhandlingarna på ett enkelt sätt" och att det handlade om "ett givande och tagande".
Den 16 augusti meddelade försvarsministern att man hade nått ett beslut gällande tillskott i försvarsbudgeten åren 2018–2020. Totalt kommer försvaret få ett tillskott på 8,3 miljarder kronor varav 1,3 miljarder kommer tilldelas civilförsvaret.
Efter riksdagsvalet 2018 lade Moderaterna tillsammans med Kristdemokraterna fram en gemensam budgetmotion, vilken fick stöd av Sverigedemokraterna. Budgeten fick därmed flest röster i riksdagen och därmed den budget som riksdagen antog för 2019. För Försvarsmakten innebar budgeten bland annat ett ökat anslag på 3,9 miljarder kronor.

### Försvarsberedningen
Hultqvist meddelade i januari 2017 att försvarsberedningen skulle påbörja sitt arbete med att ta fram sin försvars- och säkerhetspolitiska rapport till regeringen. Som ordförande för försvarsberedningen utsåg Hultqvist riksdagsledamoten och tidigare försvarsministern (1997–2002) Björn von Sydow.
Enligt Peter Hultqvist ska försvarsberedningen återkomma med svar på följande direktiv.
1. Totalförsvarets framtida roll och uppbyggnad.
2. Förvaret av Gotland måste särskilt uppmärksammas, hur man ska förbereda nästa steg av försvaret på Gotland.
3. En översyn behöver göras av krigsorganisationen och den militära förmågans relevans.
4. Behovet att förstärka och utveckla svensk försvarsunderrättelses förmåga
5. Cyberattacker. Hur ska plattformen av försvarets cyberförmåga utvecklas.
6. Försvarsberedningen ska beakta utvecklingen i de samarbeten som Sverige deltar i och särskilt redovisa möjligheter till utvecklat samarbete.

I januari 2019 offentliggjorde Försvarsberedningen sina första punkter inför den slutgiltiga rapporten som ska presenteras i maj 2019. Enligt beredningen så kommer man vilja öka försvarets storlek på flera punkter. Armén ska utökas med en tredjedel genom att utökning från dagens två brigadstaber till tre brigader, två stridsgrupper och en divisionsstab (arméns framtidsmantra 3-2-1), antalet JAS plan ska inte minskas från dagens ca 90 plan och man kommer istället behålla ett större antal från C/D versionerna, fler ska göra värnplikt genom att stegvis öka antalet inkallade från dagens ca 5.000 per år till 8.000 per år, marinen ska få luftvärnsrobotar till sina korvetter och antalet ubåtar föreslås öka till 5 från dagens 4.

### Försvarsmaktens perspektivstudie 2016–2018
Den 23 februari 2018 presenterade Försvarsmakten slutredovisningen av sin perspektivstudie 2016-2018 med titeln Tillväxt för ett starkare försvar. Perspektivstudien undersökte hur Försvarsmakten ansåg att det militära försvaret skulle utvecklas ur ett längre perspektiv fram till 2035 med särskilt vikt på tidsperioden 2021-2025.
Rapporten konstaterar inledningsvis att Försvarsmaktsorganisation 2016 (FM Org 16) är en kraftig reducering i förhållande till tidigare storlek och att detta medför problematik och begränsningar kopplat till Försvarsmaktens militärstrategiska mål, i synnerhet i samband högre konfliktnivåer. Vidare konstateras att Östersjöområdet utgör ett säkerhetskomplex med hänsyn till dynamiken mellan Ryssland, NATO och de militärt alliansfria staterna Sverige och Finland. Till följd av detta menar rapporten att Sverige oundgängligen kommer påverkas av en konflikt i området. I rapporten skrivs att Ryssland inte tvekar att använda militära maktmedel (rapporten refererar till händelserna i Georgien 2008 samt Ukraina 2014) och att landet kommer vara den aktör som bidrar till störst påverkan på den säkerhetspolitiska situationen i Östersjöområdet under perioden fram till 2035.
Rapporten sammanfattar kraven på Försvarsmakten under perioden i tre militärstrategiska målsättningar: "Förneka en motståndare möjligheter att nå sina målsättningar med ett agerande under gränsen för väpnat angrepp; Bryta en angripares anfallskraft vid väpnat angrepp; Oavsett konfliktnivå verka regionalt stabiliserande." Detta utmynnar i tre förmågor för att vara krigsavhållande: "Förmåga till en uthålligt aktiv gråzonshantering; Förmåga att påverka en angripare i alla domäner och över hela djupet; Förmåga till uthålliga försvarsoperationer på eget territorium."
För att möta de militärstrategiska målsättningarna och förmågekraven föreslog rapporten en huvudsaklig inriktning för Försvarsmaktsstruktur 2035 (FMS 35). Armén i FMS 35 skulle enligt rapportens förslag sammansättas bland annat av en division bestående av tre mekaniserade brigader och en motoriserad brigad, ett jägarregemente, en stridsgrupp, 21 militärregionsskyttebataljoner. Marinen föreslogs bestå av tre sjöstridsflottiljer med 24 fartyg för ytstrid och ubåtsjakt samt 18 för minröjning, en ubåtsflottilj med sex ubåtar och därutöver fyra amfibiebataljoner med en amfibieledningsgrupp. Flygvapnet föreslogs bestå av fyra flygflottiljer med inalles åtta stridsflygdivisioner och 120 stridsflygplan samt fyra flygbasområden. Vidare föreslogs en förstärkt logistikfunktion och för ledningsfunktionen föreslås denna bland annat utgöras av fem sambandsbataljoner och två telekrigbataljoner med ett fristående telekrigkompani för Amfibiekåren.

### Ytterligare förändringar i Försvarsmaktens organisation under perioden 2016-2020
Utöver de förändringar som beslutades i Försvarsbeslutet 2015 skedde ett antal ytterligare förändringar av Försvarsmaktens organisation under inriktningsperioden, i synnerhet vad gäller grundorganisationen. På regeringens förslag beslutade riksdagen den 12 december 2017 att upprätta en ny organisationsenhet på Gotland och den 1 januari 2018 upprättades formellt Gotlands regemente (P 18).
Som ett resultat av utredningen Ledning för ett starkare försvar föreslog regeringen för riksdagen att inrätta organisationsenheter i form av en arméstab, en marinstab och en flygstab, det efter att Försvarsmakten i sitt budgetunderlaget för 2019 begärt att få inrätta försvarsgrensstaber. Riksdagen bemyndigade regeringen att göra så genom att anta dess proposition den 18 december 2018. Detta föranledde att Arméstaben, Marinstaben och Flygstaben organiserades i Enköping, Muskö respektive Uppsala den 1 januari 2019.
I Försvarsmaktens budgetunderlag till regeringen för 2020 föreslogs att de fyra militärregionala staberna från 1 januari 2020 skulle inrättas som egna organisationsenheter. Cheferna för militärregionstaberna föreslogs i sin tur underställas rikshemvärnschefen avseende produktion av utbildningsgrupper och hemvärnsförband. Därmed kom även utbildningsgrupperna med hemvärnsbataljonerna vid samma tidpunkt att överföras och underställas militärregionerna. Detta medförde att Södra militärregionen (MR S), Västra militärregionen (MR V), Mellersta militärregionen (MR M) och Norra militärregionen (MR N) blev egna organisationsenheter från 1 januari 2020.
Från 1 januari 2020 överfördes också 18. stridsgruppen till P 18 och blev då 181. mekaniserade bataljonen.

## Försvarsberedningens slutgiltiga rapport

### Presentation av Försvarsberedningens rapport
Den 14 maj 2019 överlämnade Försvarsberedningen sin slutgiltiga rapport, med titeln "Värnkraft", till försvarsminister Peter Hultqvist (S). Presentationen av rapporten föregicks av att de borgerliga partierna Centerpartiet, Liberalerna, Moderaterna och Kristdemokraterna valde att lämna Försvarsberedningen endast fyra dagar innan den presenterades. Skälet till detta angavs av dessa partier vara att Socialdemokraterna velat införa en reservation till rapporten där man inte garanterade den nya anslagsnivån som Försvarsberedningen i sin rapport föreslagit som följd av rapportens övriga förslag. Moderaternas partiledare Ulf Kristersson menade att det var allvarligt att Socialdemokraterna, som han uttryckte det, drog sig ur finansieringen. Hans Wallmark (M), ledamot i Försvarsberedningen, menade att Socialdemokraternas agerande riskerade Sveriges försvar och säkerhet. Försvarsminister Peter Hultqvist (S) bemötte detta och menade att Försvarets ekonomi bygga på långsiktig stabilitet och att detta krävde ett solitt underlag för finansieringen i nästa försvarsbeslut. Hultqvist sade därför att regeringen skulle uppdra åt Försvarsmakten och Försvarets materielverk att redovisa en ekonomisk konsekvensanalys av Försvarsberedningens förslag.
Den 30 augusti 2019 träffade Socialdemokraterna tillsammans med Liberalerna, Centern och Miljöpartiet slutligen en uppgörelse som innebar en höjning av försvarsbudgeten med 20 miljarder kronor fram till 2025. Höjningen ska i flera steg med 5 miljarder per år mellan 2022 och 2025. Försvarets budget kommer med denna höjning uppgå till 84 miljarder kronor år 2025. Höjningen ska finansieras av en ny bankskatt som presenterades av finansminister Magdalena Andersson.

### Det säkerhetspolitiska läget i Europa
Försvarsberedningen menar i rapporten att det säkerhetspolitiska läget i Europa successivt har försämrats och att Ryssland bär huvudansvaret för detta. Rapporten konstaterar vidare att ryska beslut fattas inom en snäv krets vilket medgör snabba beslut, något som Försvarsberedningen menar kan leda till att dessa beslut sker hastigt och oöverlagt. Vidare anförs att stabiliteten och respekten för de normer, samarbeten och institutioner som bildar den europeiska säkerhetsordningen har minskat. Till detta konstaterar rapporten att utvecklingen i Asien med ett allt starkare Kina sannolikt kommer medföra ett ökat amerikanskt engagemang i den världsdelen vilket kan medföra reducerade möjligheter för USA att engagera sig i Europas säkerhet. Försvarsberedningen anser därför att Europas stater därför måste ta större eget ansvar för säkerhet och stabilitet och att detta endast kan ske genom europeiskt samarbete och en solidarisk säkerhetspolitik. Försvarsberedningen menar att "Totalförsvaret ska utformas och dimensioneras för att kunna möta väpnat angrepp mot Sverige inklusive krigshandlingar på svenskt territorium.".

### Försvarsberedningens förslag
Försvarsberedningen föreslog att Försvarsmaktens krigsorganisation skulle öka från 60.000 man till 90.000 i krigsorganisation 2021. I syfte att trygga personalförsörjningen föreslog beredningen att antalet grundutbildade värnpliktiga skulle öka från 4000 till 8000 årligen. För att finansiera utökningen angav beredningen att Försvarsmaktens anslag senast år 2025 borde uppgå till 84 miljarder kronor, motsvarande 1,5 % av BNP.
Vad gäller konkreta förändringar föreslog beredningen bland annat följande:
Krigsorganisation 2021
Armén:
- En divisionsledning organiseras i syfte att kunna kraftsamla Arméns förband i en operativ riktning.
- Arméns två brigadstrukturer enligt Försvarsbeslutet 2015 permanentas till två mekaniserade brigader.
- En ny mekaniserad brigad organiseras för försvaret av Skåne.
- En ny reducerad motoriserad brigad organiseras för försvaret av Stockholm.
- Stridsgrupp Gotland utvecklas till en förstärkt mekaniserad bataljon med artilleri, luftvärn, fältarbetsförband samt lednings- och logistikfunktioner.
- Två norrlandsjägarbataljoner organiseras.
- 31. lätta skyttebataljonen omorganiseras till en jägarbataljon.
- 91. och 92. artilleribataljonerna omorganiseras till tre divisionsartilleribataljoner.
- Tre brigadartilleribataljoner organiseras till de mekaniserade brigaderna.
- Två fristående artillerikompanier organiseras för understöd till den gotländska bataljonen samt den motoriserade brigaden.
- Fyra brigadluftvärnskompanier samt ett luftvärnsförband för Gotland organiseras.
- 21. och 22. ingenjörbataljonerna omorganiseras till två divisionsingenjörbataljoner och ett antal fristående förbindelsekompanier.
- 4 brigadingenjörbataljoner samt ett ingenjörkompani för Gotland organiseras.
- En divisionsstabsbataljon organiseras.
- 1. och 2. logistikbataljonerna avvecklas.
- En divisionsunderhållsbataljon organiseras.
- Fyra brigadunderhållsbataljoner och ett underhållskompani för Gotland organiseras.
- 1. Tungtransportkompaniet utvecklas till en tungtransportbataljon.
- Sjukvårdsförstärkningskompanierna avvecklas.
- Sjukhuskompanierna utvecklas till rörliga fältsjukhuskompanier.
- Territoriella skytteförband organiseras inom respektive militärregion.
- Samtliga stridsfordon och stridsvagnar modifieras.
- Ytterligare granatkastarpansarbandvagnar anskaffas.
- Ytterligare artillerisystem anskaffas, samtliga 48 tillverkade Archer-pjäser anskaffas och förbandssätts.
- Befintliga luftvärnssystem i förbandsreserven förbandssätts och nya luftvärnsrobotsystem anskaffas.

Marinen:
- Samtliga korvetter av Visby-klass tillförs robotluftvärn och nya sjömålsrobotar och undergår halvtidsmodifiering.
- Två nya ytstridsfartyg för att ersätta korvetterna av Gävle-klass (beslut under perioden 2021-2025 med leverans efter 2025).
- Ubåten HMS Halland (Hnd) halvtidsmodifieras vilket medför att antalet ubåtar ökar från 4 till 5.
- En amfibiebataljon organiseras för försvaret av Västkusten.

Flygvapnet:
- Sex stridsflygdivisioner vidmakthålls, 3-4 av dessa ombeväpnas till JAS 39E under 2020-talets senare hälft, 2-3 av dessa behåller JAS 39C/D bortom 2030.
- Stridsflygdivisionerna tillförs långräckviddiga markmålsrobotar.
- Ytterligare en stridslednings- och luftbevakningsbataljon organiseras.
- 73. Transport- och specialflygdivisionen omorganiseras till en transportdivision, en specialflygdivision samt en statsflygdivision.

Grundorganisation:
- Arméns jägarbataljon (AJB) i Arvidsjaur omorganiseras till Norrlands dragonregemente (K 4).
- Två mindre infanteriregementen organiseras. Beredningen nämner Falun, Östersund, Sollefteå och Härnösand som möjliga garnisonsorter för dessa.
- Ett förband för utbildning av artilleriförband organiseras i Kristinehamn eller Villingsberg.
- Väg- och vattenbyggnadskåren återuppsätts.
- Ett amfibieregemente organiseras i Göteborg.
- Luftstridsskolan (LSS) omorganiseras till Upplands flygflottilj (F 16).

## Försvarsmaktens underlag för försvarspolitisk proposition 2021–2025
I Försvarsmaktens underlag för försvarspolitisk proposition 2021–2025 hade försvarsberedningens förslag utgjort en utgångspunkt för Försvarsmakten, där man inledningsvis prioriterat att höja den samlade operativa förmågan genom åtgärder som ökar befintliga krigsförbands förmåga att lösa sina huvuduppgifter. Förstärkningar föreslogs initialt även ske inom lednings- och logistikfunktionerna samt underrättelse- och säkerhetstjänst, förmåga till spridning inom marinen och flygvapnet samt prioriterade infrastrukturåtgärder. Därefter hade tillväxt av verkansförband prioriterats i balans med en fortsatt tillväxt i stödfunktionerna. I ett senare skede prioriteras att fullfölja volymtillväxt i operativ balans, med förmåga till gemensamma operationer och förmåga att verka tillsammans med både övriga totalförsvaret och tredje part. Gällande grundorganisationen nya organisationsenheter, så byggde Försvarsmaktens förslag på återhållsamhet med att upprätta nya organisationsenheter, det på grund av stora investeringskostnader och långa ledtider gällande miljötillståndsprövning.
Armén
- I Arvidsjaur inrättas Norrlands dragonregemente (K 4) 2022 genom omorganisering av Arméns jägarbataljon.
- I Bodens garnison etableras 2022 utbildning av lednings-, sambands-, ingenjör- och underhållsförband.
- I Skövde garnison etableras 2022 utbildning av artilleri-, lednings- och sambandsförband.
- I Revinge garnison etableras 2022 utbildning av lednings- och sambandsförband.
- Dagens två brigader, Andra brigaden och Tredje brigaden, omorganiseras 2021–2025 till MekB 4 i Skövde garnison och NMekB 19 i Bodens garnison.
- En tredje brigad, MekB 7, bildas i Revinge garnison.
- De mekaniserade förbanden organiseras med nuvarande materiel och hela det befintliga beståndet av stridsvagnar och stridsfordon iståndsätts.
- Renovering (RENO) för samtliga stridsvagn 122 och stridsfordon 90 fortsätter.
- Renovering och modifiering (REMO) av stridsvagn 122 och stridsfordon 90 påbörjas.
- En divisionsstab organiseras med inledningsvis en begränsad ledningsförmåga.
- Nuvarande tungtransportkompani omorganiseras under perioden 2021–2025 till tre stridsvagnstransportkompanier, vilka sedan fördelas på respektive mekaniserad brigad.
- Fyra brigadluftvärnskompanier färdigställs.
- Utveckling av Stridsgrupp Mälardalen i Kungsängens garnison påbörjas.
- Organisering av Stridsgrupp Gotland fortsätter med grund i befintliga krigsförband. Utöver den reducerade mekaniserade bataljonen förstärks stridsgruppen perioden 2026–2030 med ytterligare funktioner som ingenjör-, lednings-, underhålls- och artillerikompani. Även en lokalförsvarsskyttebataljon placeras på Gotland.
- Ytterligare en norrlandsjägarbataljon med subarktisk förmåga påbörjas utvecklas perioden 2021–2025 och är färdigorganiserad 2030.
- 31. lätta skyttebataljonen ombildas till jägarbataljon och inriktas mot att stödja Försvarsmaktens specialförband.
- År 2024 påbörjas utbildningen av lokalförsvarsskyttebataljoner.
- Andelen kontinuerligt tjänstgörande soldater i de stående förbanden vidmakthålls men omdisponeras. Dagens stående förband organiseras inom ramen för Riksbataljon, vilken är tillfälligt sammansatt och med hög beredskap.
- Perioden 2026–2030 påbörjas utvecklingen av en divisionstelekrigbataljon.
- Perioden 2026–2030 förbandssätts samtliga ARCHER – Artillerisystem 08.

Marinen
- I Göteborgs garnison inrättas Älvsborgs amfibieregemente (Amf 4) 2022 inom ramen för befintlig garnison.
- Krigsorganisationen utökas perioden 2021–2025 med en sjörörlig amfibiebataljon på västkusten samt genom etablering av ett sjörörligt logistikkoncept med två marina basbataljoner.
- De marina basbataljonerna organiseras perioden 2021–2025 ur dagens marinbas, sjöstridsflottiljernas underhållsdivisioner och ubåtsflottiljens underhållsdelar.
- Omsättning av trängfartygsflottan inleds perioden 2021–2025.
- Halvtidsmodifiering inleds perioden 2021–2025 av de fem korvetterna av Visbyklass, vilka samtidigt beväpnas med luftvärnsrobotsystem, men även integreras med ny sjömålsrobot samt det nya torpedsystem 47.
- Ubåten Halland vidmakthålls för att säkerställa fortsatt förmåga fram till 2030. Fem ubåtar vidmakthålls över tid efter leverans av ubåt typ Blekinge-klass.
- Livstidsförlängning inleds perioden 2021–2025 av de fem minröjningsfartygen av Koster-klass.
- Halvtidsmodifiering genomförs perioden 2021–2025 av de två röjdykarfartygen HMS Spårö och HMS Sturkö av Spåröklass.
- Perioden 2021–2025 inleds omsättning av amfibieförbandens båtparken, samt anskaffning av ersättare till robot 17 och ett nytt buret luftvärnssystem.
- Perioden 2021–2025 förstärks amfibieförbandens vapenverkan genom tillförsel av snabbskjutande kulsprutor.
- Perioden 2026–2030 slutförs anskaffning av två nya ytstridsfartyg, vilka ersätter de två korvetterna av Gävle-klass.
- Ubåtsräddningsfartyget HMS Belos och ubåtsräddningsfarkosten URF vidmakthålls.

Flygvapnet
- I Uppsala garnison inrättas Upplands flygflottilj (F 16) 2022 inom ramen för befintlig garnison.
- Sex stridsflygdivisioner vidmakthålls perioden 2021–2030.
- Transport- och specialflygdivisionen omorganiseras i krigsorganisationen till tre divisioner (en transport-, en special och en statsflygdivision).
- Helikopterflottiljens tre helikopterskvadroner utvecklas som krigsförband.
- JAS 39C/D nyttjas även i skolflygsystemet som Advanced Trainer Aircraft (ATA).
- Perioden 2021–2025 planeras anskaffning av ett nytt skolflygplan i form av propeller-/turbopropflygplan, ett så kallat Basic Trainer Aircraft + (BTA+), för den grundläggande flygutbildningen.
- Perioden efter 2025 vidmakthålls JAS 39C/D samtidigt som JAS 39E blir operativ.
- I perioden 2025–2030 förstärks även förmågan till underrättelseinhämtning och spaning genom omsättning av spaningskapslar samt anskaffning av ersättare till ASC 890.
- Sjöoperativ förmåga stärks genom att helikopter 14 modifieras under perioden 2026–2030

### Kompletterat budgetunderlag
Den 7 juli 2020 meddelade regeringen att man senast till den 24 juli 2020 begärde in kompletterande budgetunderlag för 2021 från Försvarsmakten. I uppdraget skulle Försvarsmakten justera budgetunderlaget för 2021, med följande inriktning. Den 17 juli 2020 svarade Försvarsmakten på regeringens uppdrag, där man gällande grundorganisationen föreslog att inrätta Jämtlands fältjägarregemente (I 5) i Östersund. Vilket man beräknade skulle under perioden 2023–2030 tynga anslagsposten "Förbandsverksamhet och beredskap" med cirka 1 200 miljoner kronor. Gällande artilleriutbildningen förordade Försvarsmakten att förlägga den helt till Villingsberg framför en delad förläggning med Kristinehamn. Det då Villingsberg till stora delar redan har en befintlig infrastruktur, skjutfält, förläggningsplatser och utbildningslokaler som kan motsvara utbildningens omfattning. Medan det i Kristinehamn föreligger risker kring miljötillstånd avseende skjut- och övningsverksamhet samt att tidigare garnisonsområdet, ägs av privat aktör och därmed används för andra ändamål. I det fall en etablering i Kristinehamn ska genomföras, ansåg Försvarsmakten att ett realiserbart förslag först måste konkretiseras, vilket dom själva kan redovisa inför budgetunderlaget 2022.
Armén
- De mekaniserade brigaderna samt den reducerade motoriserade brigaden ska vara färdigorganiserade senast 2030.
- Utvecklingen av en divisionsledningsförmåga i form av en divisionsstab och en reducerad divisionsstabsbataljon inleds i perioden 2021–2025. Divisionsstaben ska vara färdigorganiserad senast 2025 och den reducerade divisionsstabsbataljonen ska vara färdigorganiserad senast 2030.
- Förmågan till indirekt eld ska förstärkas genom etablering av en divisionsartilleribataljon med eldrörsartilleri. Artilleriutbildningen förläggs till före detta Kristinehamns garnison och Villingsbergs skjutfält. Etableringen påbörjas i perioden 2021–2025 och når full kapacitet innan 2030.
- Med militärstrategiska motiv som grund ska ett nytt regemente etableras i före detta Östersunds garnison under perioden 2026–2030. Regementet ska ansvara för utbildning av en till två lokalförsvarsskyttebataljoner.
- 12 nya eldrörsartilleripjäser ska anskaffas för divisionsartilleribataljonen under perioden 2026–2030.

Marinen
- Tung kustrobotförmåga ska vidmakthållas under perioden 2021–2025, till dess att beslutat ersättningssystem har förbandssatts i perioden 2026–2030.

Flygvapnet
- Förberedande arbete avseende den framtida stridsflygförmågan och nästa generations stridsflyg ska påbörjas under försvarsbeslutsperioden 2021–2025. Förberedelserna kan bland annat omfatta studier, teknologiutveckling samt demonstratorverksamhet i samarbete med en eller fler internationella partner.

Personalförsörjning
- Det utökade personalbehovet kräver en stegvis utökning av grundutbildningsvolymerna. I likhet med Försvarsmaktens budgetunderlag för 2021 ska 8.000 totalförsvarspliktiga grundutbildas årligen senast 2025.
- Grundutbildning med värnplikt ska ha en längd på minst nio månader. Totalförsvarspliktiga som genomfört grundutbildning med godkänt resultat ska krigsplaceras i den ordinarie krigsorganisationen.

Frivilliga försvarsorganisationer
- Ytterligare förstärkningar ska planeras för uppdragsersättning och organisationsstöd till de frivilliga försvarsorganisationerna.

Reduceringar
För att klara regeringens mål angavs Försvarsmakten att reduceringar inte får genomföras vad gäller följande områden:

- REMO - Renovering och modifiering av stridsvagn 122 och stridsfordon 90.
- Taktisk obemannad flygande farkost (TUAV).
- Markledningsförmåga.
- Omsättning av personligt utrustningssystem.
- Två nya ytstridsfartyg.
- Livstidsförlängning av Koster-klassen.
- Halvtidsmodifiering av HMS Spårö och HMS Sturkö
- Modifieringen och utevckling av Helikopter 14

## Regeringens proposition 2020/21:30
Den 12 oktober 2020 presenterade Regeringen delar av den överenskommelse mellan regeringen och Centerpartiet och Liberalerna, som ligger till grund för propositionen om Totalförsvaret åren 2021–2025. Det regeringen meddelade var kommande förstärkningar av Försvarsmaktens grundorganisation genom återetableringen av ett antal organisationsenheter. Den 15 oktober 2020 presenterade försvarsminister Peter Hultqvist den proposition som ligger till grund för försvarsbeslutet 2020. Hultqvist presenterade propositionen som den enskilt största satsningen på försvaret sedan 1948 års försvarsbeslut, där anslaget till det militära försvaret kommer att ha ökat med 85 procent åren 2014–2025. Totalt utgör propositionen ett tillskott på 79 miljarder kronor till det militära försvaret åren 2021–2025. Den 9 september 2020 föreslog försvarsutskottet att riksdagen ska säga ja regeringens förslag om totalförsvaret under 2021–2025. Den 15 december 2020 antogs regeringens förslag av riksdagen med röstsiffrorna 28 för och 14 emot och 13 som avstod. Att det endast var 55 ledamöter som röstade om propositionen berodde på coronapandemin, där riksdagspartiernas gruppledare kom överens den 16 mars 2020 om att minska ned riksdagens platser till 55 ledamöter vid omröstningar.

### Armén
I propositionen föreslog regeringen att under perioden 2021–2025 organisera de nuvarande två brigadstrukturerna i två mekaniserade brigader, samt att påbörja organiseringen av en tredje mekaniserad brigad respektive en reducerad motoriserad brigad i Stockholmsområdet (Livgardesbrigaden), liksom att förstärka förbanden på Gotland där kärnan utgörs av en mekaniserad bataljon med förstärkningsresurser. Vidare föreslogs att en divisionsstab och en divisionsledningsbataljon samt andra fristående fältförband ska organiseras. Två norrlandsjägarbataljoner föreslås inrättas. Därutöver omorganiseras dagens lätta skyttebataljon till en jägarbataljon. Fem lokalförsvarsskyttebataljoner föreslogs vidare tillföras genom återetablering i Falun, Sollefteå och Östersund. Lokalförsvarsskyttebataljonerna kommer utbildas och utrustas för att utföra skydds- och försvarsuppgifter. Lokalförsvarsskyttebataljonerna kommer inte vara utrustade med tyngre fordon, utan kan liknas vid de gamla Norrlandsskytteförbanden. Antalet artilleribataljoner föreslogs utökas. För att möta utbildningsbehoven, av fler artilleribataljoner, ansåg regeringen att Bergslagens artilleriregemente (A 9) skulle återinrättas i Kristinehamn med Villingsberg som skjutfält. Regementet ska ansvara för utbildning av två till tre artilleribataljoner för bland annat brigaderna i södra Sverige. Med utökningen av artilleriet byter Artilleriregementet (A 9) namn till Bodens artilleriregemente (A 8). Nya stridsvagnar och stridsfordon behöver successivt ersätta stridsvagn 122 och stridsfordon 90 under 2030-talet. Processen för att ersätta dessa system bör inledas redan under perioden 2021–2025 för att möjliggöra en omsättning på 2030-talet. Samtliga artilleripjäser av typ Archer ansågs organiseras i förband, samt att nyanskaffningen av artilleripjäser till divisionsartilleribataljonerna inledas perioden 2021–2025.
- Bergslagens artilleriregemente (A 9) i Kristinehamns garnison.
- Dalregementet (I 13) i Falu garnison.
  - Dalregementsgruppen (DRG) i Falu garnison.
- Norrlands dragonregemente (K 4) i Arvidsjaur garnison.
- Västernorrlands regemente (I 21) i Sollefteå garnison
  - Jämtlands fältjägarkår ett utbildningsdetachement i Östersund.

### Marinen

#### Amfibiekåren
Regeringen föreslog, precis som försvarsberedningen, att under perioden 2021–2025 en ytterligare amfibiebataljon skulle organiseras och lokaliseras till Göteborg. Det genom att återetablera Älvsborgs amfibieregemente (Amf 4) genom att omfördela personal som organisatoriskt tillhör Amfibieregementet. Med utökningen av amfibiekåren byter Amfibieregementet namn till Stockholms amfibieregemente (Amf 1). Vidare föreslogs att en omsättning av båtar, robotar och övrig organisationsbestämmande materiel skulle påbörjas under perioden. Ett nytt buret luftvärnssystem för amfibiebataljonerna bör anskaffas.

#### Flottan
Inom flottan föreslogs att Ubåtsdivisionen vidmakthålls genom en ökning av antalet ubåtar i krigsorganisationen från dagens fyra till fem. Tillväxten sker genom att även den tredje ubåten av Gotlandsklass vidmakthålls. De två nya ubåtarna av Blekingeklass kommer att ersätta den kvarvarande ubåten av Södermanlandklass. Vidare föreslogs att senast 2025 bör en process med att anskaffa ersättare till Gotlandsklass inledas. Korvettdivisionerna föreslås vidmakthållas och utvecklas genom att halvtidsmodifiering av korvetterna av Visbyklass påbörjas i perioden 2021–2025. Sjömålsrobotar och ubåtsjakttorpeder bör omsättas och luftförsvarsförmågan utvecklas genom integrering av robotluftvärn. Den planerade halvtidsmodifieringen av Visbyklassen säkrar drift av fartygssystemet till 2040. Korvetter av Gävleklass bör vidmakthållas liksom patrullfartyg av Stockholmsklass. Förberedelser inför anskaffning av nya ytstridsfartyg, som ersättare för korvetter av Gävleklass, påbörjas under perioden 2021–2025 med inriktningen att två nya fartyg ska kunna levereras under perioden 2026–2030. Därutöver påbörjas anskaffning av ytterligare två korvetter innan 2030. Propositionen föreslog en etablering av ett sjörörligt logistikkoncept med två marina basbataljoner, det för att åstadkomma en balans mellan verkans- och stödförband föreslås att marinens logistikorganisation.

### Flygvapnet
Inom flygvapnet föreslogs att de sex stridsflygdivisioner vidmakthålls under perioden 2021–2025. Vidare föreslogs att det nuvarande stridsflygsystem JAS 39C/D vidmakthålls parallellt med att förbandssättning av det nya stridsflygsystemet JAS 39E påbörjas. Totalt föreslogs fyra stridsflygdivisioner ombeväpnas till JAS 39E samt att två stridsflygdivisioner vidmakthålls med JAS 39C/D. Därmed kan ett antal flygplan av typen JAS 39D användas som avancerat skolflygplan. Både JAS 39C/D och JAS 39E kommer vara en viktig del av krigsorganisationen även bortom 2030. Vidare föreslogs ytterligare förstärkning med att förbättra flygbasorganisationen och förmågan till spridning. Respektive flygflottilj bör ha förmåga att upprätthålla en ordinarie flottiljflygplats och tillkommande sidobaser. Helikopterflottiljen föreslogs bestå av fyra helikopterskvadroner, där dessa organiseras som egna krigsförband. Två skvadroner föreslogs inriktas mot markoperativ förmåga, en skvadron mot sjöoperativ förmåga och en skvadron mot stöd till specialförbanden. Nuvarande transport och specialflygdivisionen föreslogs att delas upp i tre divisioner: en transportflygdivision, en specialflygdivision och en statsflygdivision. Om Finland skulle välja JAS 39 Gripen som nytt stridsflygplan ansåg regeringen att det skapar möjligheter till ett fördjupat samarbete såväl operativt som avseende drift och utveckling av stridsflygförmågan. Om Finland fattar ett sådant beslut ansåg regeringen att den strategiska betydelsen av detta så långt det är möjligt skulle beaktas även i den nationella inriktningen för utvecklingen av stridsflygförmågan.
I propositionen föreslog regeringen att återinrätta Upplands flygflottilj (F 16). Att återinrätta flygflottiljen ansågs skapa en mer robust basorganisation samt skapar förutsättningar för en eventuell tillväxt inom flygvapnet på längre sikt med permanent basering av stridsflyg. De nuvarande organisationsenheter i Uppsala, Luftstridsskolan och Flygstaben ansågs kvarstå vid sidan av Upplands flygflottilj. Infrastruktur som behövs för flygflottiljen finns redan på plats, det då flygverksamhet, om än i begränsad omfattning, kontinuerligt bedrivits i Uppsala även sedan Upplands flygflottilj. Nuvarande personal vid Luftstridsskolan kommer att fördelas mellan organisationsenheterna Luftsstridsskolan och Upplands flygflottilj.

### Krigsorganisationen
Krigsorganisationens utveckling 2020–2025.
| Armén                                                             | 2000 | 2004 | 2009 | 2015 | 2022 | 2025 |
| ----------------------------------------------------------------- | ---- | ---- | ---- | ---- | ---- | ---- |
| Arméstab                                                          | –    | –    | –    | –    | 1    | 1    |
| Divisionsstab med divisionsledningsbataljon                       | 1    | –    | –    | –    | 1    | 1    |
| Armébrigadledning                                                 | 6    | –    | 2    | –    | –    | –    |
| Mekaniserad brigad                                                | –    | –    | –    | 2    | 3    | 3    |
| Motoriserad brigad (reducerad)                                    | –    | –    | –    | –    | 1    | 1    |
| Stridsgrupp Gotland                                               | –    | –    | –    | 1    | 1    | 1    |
| Mekaniserad bataljon Gotland (förstärkt)                          | –    | –    | –    | –    | 1    | 1    |
| Mekaniserad bataljon                                              | 16   | ?    | 5    | 5    | –    | –    |
| Motoriserad skyttebataljon                                        | –    | –    | 1    | 2    | –    | –    |
| Lätt skyttebataljon                                               | –    | –    | –    | 1    | 1    | –    |
| Jägarbataljon                                                     | 2    | 1    | –    | –    | –    | 1    |
| Norrlandsjägarbataljon                                            | ?    | ?    | 1    | 1    | 1    | 2    |
| Stadsskyttebataljon                                               | 6    | –    | –    | –    | –    | –    |
| Markstridsbataljoner                                              | 12   | –    | –    | –    | –    | –    |
| Lokalförsvarsskyttebataljon                                       | –    | –    | –    | –    | –    | 5    |
| Militärpolisbataljon                                              | –    | –    | –    | 1    | 1    | 1    |
| Underrättelsebataljon                                             | –    | –    | 1    | 1    | 1    | 1    |
| Säkerhetsbataljon                                                 | –    | –    | 1    | 1    | 1    | 1    |
| Livbataljon                                                       | –    | –    | –    | 1    | 1    | –    |
| Artilleribataljon                                                 | 4    | 1    | 2    | 2    | 2    | –    |
| Divisionsartilleribataljon                                        | –    | –    | –    | –    | –    | 2    |
| Brigadartilleribataljon                                           | –    | –    | –    | –    | –    | 3    |
| Luftvärnsbataljon                                                 | 4    | 1    | 2    | 2    | 2    | 2    |
| Ingenjörbataljon                                                  | 4    | 1    | 2    | 2    | 2    | 2    |
| Underhållsbataljon                                                | 4    | 1    | 2    | 2    | 2    | 2    |
| Luftburen bataljon                                                | 1    | 1    | –    | –    | –    | –    |
|                                                                   |      |      |      |      |      |      |
| Marinen                                                           | 2000 | 2004 | 2009 | 2015 | 2022 | 2025 |
| Marinstab                                                         | –    | –    | –    | –    | 1    | 1    |
| Ytstridsflottilj                                                  | 2    | –    | –    | –    | –    | –    |
| Minkrigsflottilj                                                  | 1    | –    | –    | –    | –    | –    |
| Sjöstridsflottilj                                                 | –    | 2    | 2    | 2    | 2    | 2    |
| Korvettdivision                                                   | –    | –    | 2    | 2    | 2    | 2    |
| Minröjningsdivision                                               | –    | –    | 2    | 2    | 2    | 2    |
| Röjdykardivision                                                  | –    | –    | 1    | 1    | 1    | 1    |
| Ubåtsdivision                                                     | 1    | 1    | 1    | 1    | 1    | 1    |
| Amfibiebrigadledning                                              | 1    | –    | –    | –    | –    | –    |
| Amfibiebataljon                                                   | 3    | 1    | 1    | 1    | 2    | 2    |
| Marin basbataljon                                                 | 2    | 1    | 1    | 1    | 2    | 2    |
|                                                                   |      |      |      |      |      |      |
| Flygvapnet                                                        | 2000 | 2004 | 2009 | 2015 | 2022 | 2025 |
| Flygstab                                                          | –    | –    | –    | –    | 1    | 1    |
| Flygflottilj                                                      | 4    | 3    | 3    | 3    | 4    | 4    |
| Stridsflygdivision                                                | 8    | 6    | 4    | 6    | 6    | 6    |
| Transportflygdivision                                             | 1    | 1    | 1    | 1    | 1    | 1    |
| Specialflygdivision                                               | –    | –    | 1    | 1    | 1    | 1    |
| Statsflygdivision                                                 | –    | –    | 1    | 1    | 1    | 1    |
| Helikopterflottilj                                                | 1    | 1    | 1    | 1    | 1    | 1    |
| Helikopterbataljon                                                | 2    | –    | –    | –    | –    | –    |
| Helikopterskvadron                                                | –    | 3    | 3    | 3    | 4    | 4    |
| Stridslednings- och luftbevakningsbataljon                        | 1    | 1    | 1    | 1    | 1    | 1    |
|                                                                   |      |      |      |      |      |      |
| Försvarsmaktsgemensamma förband                                   | 2000 | 2004 | 2009 | 2015 | 2022 | 2025 |
| Högkvarter med stabsförband                                       | 1    | 1    | 1    | 1    | 1    | 1    |
| Militärregion med stab                                            | 4    | –    | –    | 4    | 4    | 4    |
| Specialförband                                                    | 1    | 1    | 1    | 1    | 1    | 1    |
| Operativ sambandsbataljon                                         | –    | –    | 1    | –    | 2    | 2    |
| Försvarsmaktens telekommunikations- och informationssystemförband | –    | –    | –    | 1    | 1    | 1    |
| It-försvarsförband                                                | 1    | 1    | 1    | 1    | 2    | 2    |
| Telekrigsbataljon                                                 | –    | –    | 1    | 1    | 1    | 1    |
| Försvarsmaktens logistik                                          | 1    | 1    | 1    | 1    | 1    | 1    |
| Operativ logistikbataljon                                         | –    | –    | 2    | 2    | 1    | 2    |
| Fältsjukhus                                                       | –    | –    | –    | –    | –    | 1    |
| CBRN-förband                                                      | 1    | 1    | 1    | 1    | 1    | 1    |
| Hemvärnsbataljon                                                  | 170  | 60   | 40   | 40   | 40   | 40   |

## Regleringsbrev
Senast den 1 mars 2021 skulle Försvarsmakten redovisa myndighetens planering till Regeringskansliet (Försvarsdepartementet) över återinrättandet av Norrlands dragonregemente (K 4) i Arvidsjaur, Älvsborgs amfibieregemente (Amf 4) i Göteborg, Upplands flygflottilj (F 16) i Uppsala, Bergslagens artilleriregemente (A 9) i Kristinehamn, Dalregementet (I 13) i Falun och Västernorrlands regemente (I 21) i Sollefteå, med utbildningsdetachementet Jämtlands fältjägarkår i Östersund, med inriktningen att senast 2022 återinrätta Dalregementet och Västernorrlands regemente. Vidare skulle även Försvarsmakten redovisa hur hemvärnsverksamheten vid Dalregementsgruppen i Falun kan utvecklas och stärkas, vilket skulle ses i ett sammanhang med återetableringen av Dalregementet.

## Försvarsmaktens budgetunderlag för 2022
I Försvarsmaktens budgetunderlag för 2023 föreslog Försvarsmakten till regeringen att ett antal förändringar i Försvarsmakten. Den nya organisationen föreslogs av Försvarsmakten gälla från den 1 januari 2022.
- Trängregementet (TrängR) återtar det tidigare namnet Göta trängregemente (T 2).
- Amfibieregementet (Amf 1) byter namn till Stockholms amfibieregemente (Amf 1).
- Artilleriregementet (A 9) byter namn till Bodens artilleriregemente (A 8).

## Försvarsmaktens budgetunderlag för 2023
I Försvarsmaktens budgetunderlag för 2023 föreslog Försvarsmakten till regeringen att ett antal förändringar i Försvarsmakten. Den nya organisationen föreslogs av Försvarsmakten gälla från den 1 januari 2023.
- Ledningsstaben och produktionsledningen avvecklas och ersätts av en återetablering av Försvarsstaben (FST).
- Insatsledningen byter namn till Operationsledningen (OPL).
- Rikshemvärnschefen organiseras och inrättas som en egen organisationsenhet i likhet med arméstaben, marinstaben och flygstaben.
- Bergslagens artilleriregemente föreslogs återetableras under fjärde kvartalet 2022, samt att grundutbildning påbörjas i Kristinehamn/Villingsberg under 2023, det istället för som tidigare planerat från den 1 januari 2025.
- Omlokalisering av Försvarsmaktens logistiks ledning och stab från och med den 1 januari 2023 till Arboga garnison.
- Försvarsmaktens logistik (FMLOG) byter namn till Försvarsmaktens logistikregemente (FM LOGR).
- Dalregementsgruppen byter namn till Dalagruppen (DAG)
- Fältjägargruppen återtar det tidigare namnet Jämtlandsgruppen (JÄG).
- Elfsborgsgruppen återtar det tidigare namnet Göteborgsgruppen (GBG)
- Livgardesgruppen byter namn till Storstockholmsgruppen (SSTG).
- Örebro-Värmlandsgruppen omlokaliseras till Karlskoga/Villingsberg.
- Försvarsmusiken byter namn till Försvarsmusikenheten, med anledning att enheten är en försvarsmaktsgemensam funktion.
- Försvarsmaktens vinterenhet byter namn till Försvarets vinterenhet, med anledning att förledet "Försvarsmakten" inte ska användas för enskilda delar av en organisationsenhet.

Den 1 oktober 2022 inrättades sex civilområden där sex länsstyrelser blev civilområdesansvariga länsstyrelser. Den 1 november 2022 skulle Försvarsmakten i sin tur lämna en redovisning till regeringen avseende anpassning av den militära regionala ledningen till den civila. Under en period valde Försvarsmakten en interimslösning, där Försvarsmakten bibehöll sin indelning med fyra militärregioner och Gotlands regemente. Dock så innebar interimslösningen en viss geografisk anpassning till civilområdena, det genom att ansvaret för samverkan med länsstyrelsen i Örebro län och Värmlands län överlämnades från Västra militärregionen till Mellersta militärregionen. Övriga militära uppgifter avseende det geografiska området Örebro län och Värmlands län kvarstod dock vid Västra militärregionen. I Försvarsmaktens perspektivstudie 2022, så föreslogs att interimsbeslutet skulle kvarstå permanent och övriga uppgifter överlämnas från Västra militärregionen till Mellersta militärregionen så snart som förutsättningarna föreligger. Vilket i praktiken medförde att Örebro-Värmlandsgruppen överfördes den 1 januari 2023 till att vara underställd chefen för Mellersta militärregionen.